# Josias Hartmann
Josias Hartmann (ur. 3 kwietnia 1893 w Says, zm. 29 października 1982 w Genewie) – szwajcarski strzelec, brązowy medalista olimpijski, multimedalista mistrzostw świata.
Hartmann wystąpił jeden raz na igrzyskach olimpijskich, co miało miejsce na zawodach w Paryżu w 1924 roku. Wystartował w jednej konkurencji, zdobywając brązowy medal w karabinie małokalibrowym leżąc z 50 m. Wśród 66 startujących strzelców pokonali go jedynie Pierre Coquelin de Lisle i Marcus Dinwiddie.
Na przestrzeni lat 1921–1939 Josias Hartmann zdobył 38 medali na mistrzostwach świata, w tym 15 złotych, 12 srebrnych i 11 brązowych. Najwięcej zwycięstw odniósł w drużynowym strzelaniu z karabinu dowolnego w trzech postawach z 300 m (5), zaś największą liczbę medalowych pozycji osiągnął na turnieju w 1929 roku (8 – najlepszy wynik tego turnieju). 26 spośród zdobytych przez niego medali wywalczył w zawodach indywidualnych, zostając ośmiokrotnym indywidualnym mistrzem świata. Jest jednym z najbardziej utytułowanych strzelców sportowych w historii. Z liczbą 26 indywidualnych medali na mistrzostwach świata plasuje się na trzecim miejscu w klasyfikacji wszech czasów (za swoimi rodakami: Konradem Stähelim i Karlem Zimmermannem). 

## Wyniki

### Igrzyska olimpijskie
| Igrzyska | Konkurencja                       | Wynik    | Miejsce | Źródło |
| -------- | --------------------------------- | -------- | ------- | ------ |
| IO 1924  | Karabin małokalibrowy leżąc, 50 m | 394 pkt. |         | [ 1 ]  |

### Medale mistrzostw świata
Opracowano na podstawie materiałów źródłowych:
| Mistrzostwa     | Konkurencja                                                      | Wynik                                          | Miejsce |
| --------------- | ---------------------------------------------------------------- | ---------------------------------------------- | ------- |
| Lyon 1921       | Karabin dowolny, trzy postawy, 300 m                             | 1014 pkt. (342–348–324)                        |         |
| Lyon 1921       | Karabin dowolny, trzy postawy, 300 m, drużynowo                  | 4933 pkt. (druż.) 1014 pkt. ind. (342–348–324) |         |
| Lyon 1921       | Karabin dowolny klęcząc, 300 m                                   | 348 pkt.                                       |         |
| Lyon 1921       | Karabin dowolny stojąc, 300 m                                    | 324 pkt.                                       |         |
| Mediolan 1922   | Karabin wojskowy stojąc, 300 m                                   | 141 pkt.                                       |         |
| Mediolan 1922   | Karabin dowolny, trzy postawy, 300 m, drużynowo                  | 5120 pkt. (druż.)                              |         |
| Mediolan 1922   | Karabin dowolny klęcząc, 300 m                                   | 350 pkt.                                       |         |
| Reims 1924      | Karabin wojskowy klęcząc, 300 m                                  | 167 pkt.                                       |         |
| Reims 1924      | Karabin wojskowy stojąc, 300 m                                   | 162 pkt.                                       |         |
| Reims 1924      | Karabin dowolny, trzy postawy, 300 m, drużynowo                  | 5184 pkt. (druż.)                              |         |
| St. Gallen 1925 | Karabin dowolny, trzy postawy, 300 m                             | 1109 pkt. (381–376–352)                        |         |
| St. Gallen 1925 | Karabin dowolny, trzy postawy, 300 m, drużynowo                  | 5386 pkt. (druż.) 1109 pkt. ind. (381–376–352) |         |
| St. Gallen 1925 | Karabin dowolny leżąc, 300 m                                     | 381 pkt.                                       |         |
| St. Gallen 1925 | Karabin dowolny klęcząc, 300 m                                   | 376 pkt.                                       |         |
| St. Gallen 1925 | Karabin dowolny stojąc, 300 m                                    | 352 pkt.                                       |         |
| Rzym 1927       | Karabin dowolny, trzy postawy, 300 m                             | 1105 pkt. (382–379–344)                        |         |
| Rzym 1927       | Karabin dowolny, trzy postawy, 300 m, drużynowo                  | 5379 pkt. (druż.)                              |         |
| Rzym 1927       | Karabin dowolny klęcząc, 300 m                                   | 379 pkt.                                       |         |
| Rzym 1927       | Karabin dowolny stojąc, 300 m                                    | 344 pkt.                                       |         |
| Loosduinen 1928 | Karabin dowolny, trzy postawy, 300 m                             | 1091 pkt. (382–370–339)                        |         |
| Loosduinen 1928 | Karabin dowolny, trzy postawy, 300 m, drużynowo                  | 5391 pkt. (druż.) 1091 pkt. ind. (382–370–339) |         |
| Loosduinen 1928 | Karabin dowolny klęcząc, 300 m                                   | 370 pkt.                                       |         |
| Sztokholm 1929  | Karabin wojskowy, trzy postawy, 300 m                            | 524 pkt.                                       |         |
| Sztokholm 1929  | Karabin wojskowy stojąc, 300 m                                   | 172 pkt.                                       |         |
| Sztokholm 1929  | Karabin dowolny, trzy postawy, 300 m                             | 1114 pkt.                                      |         |
| Sztokholm 1929  | Karabin dowolny, trzy postawy, 300 m, drużynowo                  | 5442 pkt. (druż.) 1114 pkt. (382–375–357)      |         |
| Sztokholm 1929  | Karabin dowolny leżąc, 300 m                                     | 382 pkt.                                       |         |
| Sztokholm 1929  | Karabin dowolny klęcząc, 300 m                                   | 375 pkt.                                       |         |
| Sztokholm 1929  | Karabin dowolny stojąc, 300 m                                    | 357 pkt.                                       |         |
| Sztokholm 1929  | Karabin małokalibrowy stojąc, 50 m, drużynowo                    | 1821 pkt. (druż.)                              |         |
| Antwerpia 1930  | Karabin dowolny, trzy postawy, 300 m                             | 1099 pkt.                                      |         |
| Antwerpia 1930  | Karabin dowolny, trzy postawy, 300 m, drużynowo                  | 5407 pkt. (druż.) 1099 pkt. (ind.)             |         |
| Antwerpia 1930  | Karabin dowolny stojąc, 300 m                                    | 351 pkt.                                       |         |
| Grenada 1933    | Karabin wojskowy leżąc, 300 m                                    | 164 pkt.                                       |         |
| Grenada 1933    | Karabin dowolny, trzy postawy, 300 m, drużynowo                  | 5412 pkt. (druż.) 1089 pkt. (ind.)             |         |
| Grenada 1933    | Karabin dowolny stojąc, 300 m                                    | 347 pkt.                                       |         |
| Lucerna 1939    | Karabin wojskowy, trzy postawy, 300 m, drużynowo (3x20 strzałów) | 2607 pkt. (druż.)                              |         |
| Lucerna 1939    | Karabin dowolny, trzy postawy, 300 m, drużynowo                  | 5415 pkt. (druż.)                              |         |